# Grawitacja (piosenka)
Grawitacja – drugi singel z pierwszego solowego albumu Justyny Steczkowskiej pod tytułem Dziewczyna Szamana. Swoją premierę miał w lutym 1996 roku.

## Twórcy
- muzyka: Justyna Steczkowska, Paweł Fortuna
- słowa: Ewa Omernik (pseudonim Grzegorza Ciechowskiego)

## Teledysk
Teledysk jest uznawany za jeden z najlepszych klipów w historii polskiej muzyki rozrywkowej. Został nakręcony przez Bolesława Pawicę i Jarosława Szodę. Ukazuje Justynę w czerwonej i czarnej sukience w małym pomieszczeniu, zmagającą się z dziwną postacią w masce.

## Notowania
| Lista                              | Pozycja |
| ---------------------------------- | ------- |
| Lista Przebojów Programu Trzeciego | 1       |
| SLiP                               | 9       |
| 30 ton – lista, lista przebojów    | 4       |